# Nectandra filiflora
Nectandra filiflora är en lagerväxtart som beskrevs av J.G. Rohwer. Nectandra filiflora ingår i släktet Nectandra och familjen lagerväxter. Inga underarter finns listade i Catalogue of Life.